# Buscando a Timbiriche: La Nueva Banda
Buscando a Timbiriche: La Nueva Banda fue un reality show mexicano producido por Televisa que se transmitió los domingos de 7:00 p. m. a 10:30 p. m. por el Canal de las Estrellas iniciando el 24 de junio y terminando el 14 de octubre de 2007, conducido por Galilea Montijo. El programa trató de 30 jóvenes que trataban de crear a la nueva banda Timbiriche, es decir al final solo quedaron 6 jóvenes (3 mujeres y 3 hombres). Semana tras semana 6 alumnos eran reportados, y 2 los salvaba el Consejo Timbiriche, y 2 más eran salvados por el público. A los reportados se les aplicaba un examen extraordinario, mientras que todos hacián exámenes de baile y canto.
El estreno del reality show fue el 24 de junio de 2007 en México por el Canal de las Estrellas y el 1 de julio de 2007 en los Estados Unidos por Univision, una semana después de su debut original en México.

## Formato

### Jurado
Cada semana, cada uno de los participantes eran evaluados en baile y canto por los jueces de las diferentes mesas. Los números de los puntajes iban de 0-10.

### Cuadro de honor
Los 6 participantes que recibián el porcentaje más alto eran puestos en el “Cuadro de Honor". Los 2 que estaban en el primer lugar recibían un regalo especial por la semana.

### Reportados
Los 6 participantes que recibían el porcentaje más bajo eran reportados y estaban nominados para irse del programa.

### Expulsiones
El día de las expulsiones, sólo dos de los seis reportados eran salvados por el consejo Timbiriche. Los otros cuatro reportados dependían del voto público si serían o no expulsados, los dos que recibían la cantidad más alta de votos eran los salvados y los otros dos eran los expulsados.

### Copa Timbiriche VIP
Sección en donde equipos formados por famosos de Televisa competían por ganar la Copa Timbiriche VIP, por una causa ecológica.

### Número total de miembros
El programa terminaría con 3 chicos y 3 chicas. Ellos serían los nuevos participantes de la nueva banda Timbiriche. Sin embargo, en la emisión final, por decisión del consejo timbiriche, la nueva banda constó de siete integrantes
Este es el orden en el que fueron quedando los miembros del grupo:
1- Brissia Mayagoitia 15-Saltillo: Ganó el primer puesto TIMBIRICHE con 23 puntos de un total de 24 a

2- Fernanda Arozqueta, 19-Distrito Federal: Ganó el segundo puesto en TIMBIRICHE con 17 puntos de un total de 20 b

3- Alberto Dogre 21-Mérida: Ganó el tercer puesto en TIMBIRICHE con 13 puntos de un total de 16

4- Gaby Sánchez 21-Guadalajara: Ganó el cuarto puesto en TIMBIRICHE con 12 puntos de un total de 14c

5- Eduardo Brito 16-Puebla: Ganó el quinto puesto en TIMBIRICHE con 11 puntos de un total de 12

6- Tayde Rodríguez  19-Guadalajara: Ganó el sexto puesto en TIMBIRICHE con 10 puntos de un total de 10d

7- Yurem Rojas 16-Distrito Federal: Es quien ganó el séptimo puesto en TIMBIRICHE por unanimidad del consejo timbiriche, los creadores y el público.e

## Jueces

### Creadores
Estas son las personas que de una manera u otra ayudaron a formar Timbiriche.
- Marco Flavio Cruz
- Martha Zavaleta
- Luis de Llano
- Amparo Rubín - 6.º Programa en Adelante
- Guillermo Méndez Guiú - Hasta 6.º programa

### Maestros (algunos episodios)
Personas claves para el desarrollo de los chicos
- Kiko Campos
- Guillermo Méndez Guiú
- Amparo Rubín
- Eduardo Capetillo (director de la escuela)

### Consejo Timbiriche
Estos son los miembros de Timbiriche y cada uno de ellos votaba por cada concursante.
- Benny Ibarra
- Alix Bauer
- Erik Rubín
- Sasha Sökol
- Diego Schoening
- Mariana Garza

### Invitados
Artistas de la escena musical y actoral dieron críticas y/o calificaciones que influenciaron el desempeño los alumnos
Mesa Vaselina-calificaron y criticaron a los alumnos en el programa 3
- Julissa
- Sylvia Pasquel
- Irán Castillo

Cantantes invitados al consejo timbiriche y a la mesa de la escuela timbiriche
- Belinda- Calificó y criticó en el programa 5

Fernanda y Diego cantaron con ella: "Bella Traición"
- Enrique Iglesias- Criticó en el programa 10

Fernanda y Alberto fueron a cantar a un concierto con él.
- Paulina Rubio Todos los alumnos cantaron con ella: "Acelerar"
- Yuri- Calificó y criticó en el programa 14

Fernanda y Brissia cantaron con ella: "Es ella más que yo"
- Aleks Syntek- Solo critica a alumnos en el programa 15

Gaby, Taide, Sophia y Verónica cantaron con el "Intocable"
- Alejandra Guzmán- Solo critica a alumnos en el programa 15

Fernanda, Brissia y Alberto cantaron con ella "Volverte a amar"
Solamente invitados musicales
- Eiza González (Lola) en el programa 7
- Kalimba en el programa 8
- RBD en el programa 11
- Los Super Reyes en el programa 14

### Mesa de fans
- En la primera etapa, los fanes de la banda original, formada por Edgar Espinosa, Arturo Flores, Ignacio Custodio, Elizabeth Bojorquez, Sigrid y Ana fueron quienes votaron por cada concursante.
- En la segunda etapa, la mesa de los fanes fue sustituida por el voto telefónico del público para los alumnos y así llegar a la prueba suprema para escoger a los nuevos timbiriches.

### Alumnos
| N.º | Concursante         | Edad | Residencia                     | Resultado          |
| --- | ------------------- | ---- | ------------------------------ | ------------------ |
| 1   | Brissia Mayagoitia  | 15   | Saltillo, Coahuila             | Primera integrante |
| 2   | Fernanda Arozqueta  | 18   | Ciudad de México               | Segunda integrante |
| 3   | Alberto Dogre       | 21   | Mérida, Yucatán                | Tercer integrante  |
| 4   | Gaby Sánchez        | 20   | Guadalajara, Jalisco           | Cuarta integrante  |
| 5   | Eduardo Brito       | 16   | Puebla, Puebla                 | Quinto integrante  |
| 6   | Taide Rodríguez     | 17   | Guadalajara, Jalisco           | Sexta integrante   |
| 7   | Yurem Rojas         | 16   | Ciudad de México               | Séptimo integrante |
| 8   | Sophía Sánchez      | 15   | Hermosillo, Sonora             | Finalista          |
| 9   | Verónica Verduzco   | 19   | Colima, Colima                 | Finalista          |
| 10  | Sergio Villa        | 21   | Ciudad de México               | Finalista          |
| 11  | Fabián Hernández    | 20   | Ciudad de México               | 20° Expulsado      |
| 12  | Gustavo Matuz       | 17   | Villahermosa, Tabasco          | 19° Expulsado      |
| 13  | Tamara Rodríguez    | 16   | Monterrey, Nuevo León          | 18° Expulsada      |
| 14  | Diego Méndez        | 21   | Mérida, Yucatán                | 17° Expulsado      |
| 15  | Mariana Cruz        | 17   | Puebla, Puebla                 | 16° Expulsada      |
| 16  | David Ochoa         | 21   | Reynosa, Tamaulipas            | 15° Expulsado      |
| 17  | Marcela Mistral     | 18   | Monterrey, Nuevo León          | 14° Expulsada      |
| 18  | Alfonso Romero      | 16   | Tepic, Nayarit                 | 13° Expulsado      |
| 19  | Daffne Valles       | 17   | Chihuahua, Chihuahua           | 12° Expulsada      |
| 20  | Naín Bautista       | 21   | Puebla, Puebla                 | 11° Expulsado      |
| 21  | Karla González      | 17   | Monterrey, Nuevo León          | 10° Expulsada      |
| 22  | Willie Vázquez      | 19   | Veracruz, Veracruz             | 9° Expulsado       |
| 23  | Ingrid Arellano     | 18   | Guadalajara, Jalisco           | 8° Expulsada       |
| 24  | Jorge Quintero      | 20   | Ciudad de México               | 7° Expulsado       |
| 25  | Cristina Gallegos   | 19   | Aguascalientes, Aguascalientes | 6° Expulsada       |
| 26  | Manuel Figueroa     | 18   | Ciudad de México               | 5° Expulsado       |
| 27  | Zelma Cheren        | 15   | Ciudad de México               | 4° Expulsada       |
| 28  | Alejandro Reyna     | 20   | Guadalajara, Jalisco           | 3° Expulsado       |
| 29  | María Fernanda Díaz | 16   | Culiacán, Sinaloa              | 2° Expulsada       |
| 30  | Santiago Álvarez    | 20   | Veracruz, Veracruz             | 1° Expulsado       |

## La Nueva Banda
Alberto Dogre
Edad: 21
Originarios: Mérida, Yucatán
cumpleaños: 20 de marzo de 1986
Brissia Mayagoitia
Edad: 15
Originarios: Saltillo, Coahuila
cumpleaños: 13 de agosto de 1991
Eduardo Brito
Edad: 16
Originarios: Puebla, Puebla
cumpleaños: 16 de agosto de 1990
Fernanda Arozqueta
Edad: 18
Originarios: Ciudad de México
cumpleaños: 16 de enero de 1989
Gaby Sánchez
Edad: 20
Originarios: Guadalajara, Jalisco
cumpleaños: 1 de junio de 1987
Tayde Rodríguez
Edad: 18
Originarios: Guadalajara, Jalisco
cumpleaños: 19 de junio de 1989
Yurem Rojas
Edad: 16
Originarios: Ciudad de México
cumpleaños: 2 de enero de 1991

## Resultados
Estos son los resultados que fueron anunciados al final de cada episodio de "Timbiriche".

### 1a etapa
Chicos
| Alberto   |    |           |           |                  |           |                  |           | 1o        | 1o        |           |           |           |           |           |           |           |           |           |           |
| Eduardo   |    |           | S         |                  |           | 1o               | 1o        |           | S         |           |           |           |           |           |           |           |           |           |           |
| Fabian    |    | 1o        |           |                  |           |                  |           |           |           |           |           |           |           |           |           |           |           |           |           |
| Gustavo   |    |           |           |                  | 1o        |                  |           | S         |           |           |           |           |           |           |           |           |           |           |           |
| Sergio    |    |           |           |                  |           | S                |           |           |           |           |           |           |           |           |           |           |           |           |           |
| Yurem     | R  | R         |           | R                | R         | R                |           | R         | R         |           |           |           |           |           |           |           |           |           |           |
| Diego     | 1o |           | 1o        | 1o               |           |                  | S         |           | R         | Expulsado | Expulsado | Expulsado | Expulsado | Expulsado | Expulsado | Expulsado | Expulsado | Expulsado | Expulsado |
| David     | S  |           | R         | S                |           | [ nota 1 ] [ 3 ] | R         | R         | Expulsado | Expulsado | Expulsado | Expulsado | Expulsado | Expulsado | Expulsado | Expulsado | Expulsado | Expulsado |           |
| Alfonso   |    |           |           | R                | S         |                  | R         | Expulsado | Expulsado | Expulsado | Expulsado | Expulsado | Expulsado | Expulsado | Expulsado | Expulsado | Expulsado |           |           |
| Nain      |    |           |           |                  |           | R                | Expulsado | Expulsado | Expulsado | Expulsado | Expulsado | Expulsado | Expulsado | Expulsado | Expulsado | Expulsado |           |           |           |
| Willie    |    |           |           |                  | R         | Expulsado        | Expulsado | Expulsado | Expulsado | Expulsado | Expulsado | Expulsado | Expulsado | Expulsado | Expulsado |           |           |           |           |
| Jorge     |    |           |           | [ nota 2 ] [ 3 ] | Expulsado | Expulsado        | Expulsado | Expulsado | Expulsado | Expulsado | Expulsado | Expulsado | Expulsado | Expulsado |           |           |           |           |           |
| Manuel    |    | S         | R         | Expulsado        | Expulsado | Expulsado        | Expulsado | Expulsado | Expulsado | Expulsado | Expulsado | Expulsado | Expulsado |           |           |           |           |           |           |
| Alejandro |    | R         | Expulsado | Expulsado        | Expulsado | Expulsado        | Expulsado | Expulsado | Expulsado | Expulsado | Expulsado | Expulsado |           |           |           |           |           |           |           |
| Santiago  | R  | Expulsado | Expulsado | Expulsado        | Expulsado | Expulsado        | Expulsado | Expulsado | Expulsado | Expulsado | Expulsado |           |           |           |           |           |           |           |           |

Chicas
| Brissia  |    |           |           |           | 1o        |           | 1o        |           |           |           |           |           |           |           |           |           |           |           |           |
| Fernanda | 1o | 1o        |           | 1o        |           | 1o        |           |           | 1o        |           |           |           |           |           |           |           |           |           |           |
| Gaby     |    |           | R         |           |           |           |           | 1o        |           |           |           |           |           |           |           |           |           |           |           |
| Sophia   |    |           |           |           | S         |           |           | R         |           |           |           |           |           |           |           |           |           |           |           |
| Taide    |    |           |           | S         | R         |           |           |           | S         |           |           |           |           |           |           |           |           |           |           |
| Veronica |    |           | 1o        |           |           | R         |           | S         | R         |           |           |           |           |           |           |           |           |           |           |
| Tamara   |    |           |           |           |           |           | S         |           | R         | Expulsada | Expulsada | Expulsada | Expulsada | Expulsada | Expulsada | Expulsada | Expulsada | Expulsada | Expulsada |
| Mariana  |    |           |           | R         |           | S         | R         | R         | Expulsada | Expulsada | Expulsada | Expulsada | Expulsada | Expulsada | Expulsada | Expulsada | Expulsada | Expulsada |           |
| Marcela  |    | R         | S         |           |           |           | R         | Expulsada | Expulsada | Expulsada | Expulsada | Expulsada | Expulsada | Expulsada | Expulsada | Expulsada | Expulsada |           |           |
| Dafne    |    |           |           |           |           | R         | Expulsada | Expulsada | Expulsada | Expulsada | Expulsada | Expulsada | Expulsada | Expulsada | Expulsada | Expulsada |           |           |           |
| Karla    | R  |           |           |           | R         | Expulsada | Expulsada | Expulsada | Expulsada | Expulsada | Expulsada | Expulsada | Expulsada | Expulsada | Expulsada |           |           |           |           |
| Ingrid   | S  |           |           | R         | Expulsada | Expulsada | Expulsada | Expulsada | Expulsada | Expulsada | Expulsada | Expulsada | Expulsada | Expulsada |           |           |           |           |           |
| Cristy   |    | S         | R         | Expulsada | Expulsada | Expulsada | Expulsada | Expulsada | Expulsada | Expulsada | Expulsada | Expulsada | Expulsada |           |           |           |           |           |           |
| Zelma    |    | R         | Expulsada | Expulsada | Expulsada | Expulsada | Expulsada | Expulsada | Expulsada | Expulsada | Expulsada | Expulsada |           |           |           |           |           |           |           |
| Maria    | R  | Expulsada | Expulsada | Expulsada | Expulsada | Expulsada | Expulsada | Expulsada | Expulsada | Expulsada | Expulsada |           |           |           |           |           |           |           |           |

### 2a etapa
| Brissia  |  |   | Miembro de la banda | Miembro de la banda | Miembro de la banda | Miembro de la banda | Miembro de la banda | Miembro de la banda | Miembro de la banda | Miembro de la banda | Miembro de la banda | Miembro de la banda |                     |                     |                     |                     |
| Fernanda |  |   |                     | Miembro de la banda | Miembro de la banda | Miembro de la banda | Miembro de la banda | Miembro de la banda | Miembro de la banda | Miembro de la banda | Miembro de la banda | Miembro de la banda | Miembro de la banda |                     |                     |                     |
| Alberto  |  |   |                     |                     | Miembro de la banda | Miembro de la banda | Miembro de la banda | Miembro de la banda | Miembro de la banda | Miembro de la banda | Miembro de la banda | Miembro de la banda | Miembro de la banda | Miembro de la banda |                     |                     |
| Gaby     |  |   |                     |                     |                     | Miembro de la banda | Miembro de la banda | Miembro de la banda | Miembro de la banda | Miembro de la banda | Miembro de la banda | Miembro de la banda | Miembro de la banda | Miembro de la banda | Miembro de la banda |                     |
| Eduardo  |  |   |                     |                     |                     |                     | Miembro de la banda | Miembro de la banda | Miembro de la banda | Miembro de la banda | Miembro de la banda | Miembro de la banda | Miembro de la banda | Miembro de la banda | Miembro de la banda | Miembro de la banda |
| Taide    |  | R |                     |                     |                     |                     | Miembro de la banda | Miembro de la banda | Miembro de la banda | Miembro de la banda | Miembro de la banda | Miembro de la banda | Miembro de la banda | Miembro de la banda | Miembro de la banda | Miembro de la banda |
| Yurem    |  |   |                     |                     |                     |                     | Miembro de la banda | Miembro de la banda | Miembro de la banda | Miembro de la banda | Miembro de la banda | Miembro de la banda | Miembro de la banda | Miembro de la banda | Miembro de la banda | Miembro de la banda |
| Sophia   |  |   |                     |                     |                     |                     | Expulsada           | Expulsada           | Expulsada           | Expulsada           | Expulsada           | Expulsada           | Expulsada           | Expulsada           | Expulsada           | Expulsada           |
| Sergio   |  |   |                     | R                   | R                   | R                   | Expulsado           | Expulsado           | Expulsado           | Expulsado           | Expulsado           | Expulsado           | Expulsado           | Expulsado           | Expulsado           | Expulsado           |
| Veronica |  |   | R                   | R                   | R                   | R                   | Expulsada           | Expulsada           | Expulsada           | Expulsada           | Expulsada           | Expulsada           | Expulsada           | Expulsada           | Expulsada           | Expulsada           |
| Fabian   |  |   | R                   | Expulsado           | Expulsado           | Expulsado           | Expulsado           | Expulsado           | Expulsado           | Expulsado           | Expulsado           | Expulsado           | Expulsado           |                     |                     |                     |
| Gustavo  |  | R | Expulsado           | Expulsado           | Expulsado           | Expulsado           | Expulsado           | Expulsado           | Expulsado           | Expulsado           | Expulsado           | Expulsado           |                     |                     |                     |                     |

     Cuadro de Honor.

     Reportados.

     Reportados y luego salvados por el Consejo Timbiriche.

### Disco y vida después del programa
- La Nueva Banda Timbiriche grabó un disco con temas inéditos compuestos por Guillermo Méndez Guiú, su hijo Billy, Kiko Campos y Jesse & Joy, entre otros. Los productores musicales fueron Benny Ibarra y Erik Rubín.

- El primer sencillo Tú, tú, tú les abrió las puertas a estaciones como Los 40 Principales, Exa FM, Oye FM y otras más, colocándolos como los diez primeros durante varias semanas. También participaron en eventos masivos de dichas radiodifusoras.

- El 13 de marzo de 2008, se anunció que Brissia Mayagoitia, la primera integrante de La Nueva Banda Timbiriche deja el grupo para enfocarse en su carrera como solista  Archivado el 15 de marzo de 2008 en Wayback Machine.

- El 17 de marzo de 2008, comenzó a sonar el segundo sencillo de La Nueva Banda Timbiriche, un pop bailable titulado Aunque digas e interpretado por Yurem.

- El 25 de abril, se declara al público que Gaby Sánchez, la cuarta integrante de La Nueva Banda Timbiriche, padece de anorexia. Los primos Galindo declararon que podría ser expulsada del grupo si su condición no mejoraba.

- El 9 de junio, comenzó la telenovela "Cuidado con el Ángel", la cual contó como tema principal con el tercer sencillo de La Nueva Banda Timbiriche titulado Solo tu. La solista, en este caso es Gaby.

- El 29 de mayo de 2009, un diario de circulación local de Tamaulipas anunció que la Nueva Banda Timbiriche quedaba desintegrada, no sin antes dar un concierto de más de 2 horas. Cerraron su trayectoria como grupo con la canción Buscando mi destino, la canción con la que despedían a los alumnos expulsados del reality.

- En mayo del 2009, Taide Rodríguez se integró a una nueva producción de Rosy Ocampo titulado Camaleones dándole vida al personaje de "Cristina Hernández". La novela se estrenó el 27 de julio de 2009. En la cual surgió un grupo con el mismo nombre de la telenovela y en el momento es parte del grupo.

- En agosto del 2009, Yurem Rojas se integró a la novela Atrévete a soñar interpretando a "Oliver" el sobrino de Delfino que quiere a Amaya.

- En diciembre del 2009, Alberto Dogre se integró a la novela Atrévete a soñar interpretando a "Giovanni". Su personaje era famoso y ahora quiere hacer su carrera devuelta. Le gusta Patito.

Sencillos de La Nueva Banda Timbiriche
Disco: La Nueva Banda Timbiriche
- Tú, Tú, Tú
- Aunque Digas
- Solo Tú
- ¿Que me Queda?
- Milagro de Amor
- Intoxicado
- Depende
- Fin de Semana
- Todo en Cada Latido
- Tu y Yo
- ¿Porque te Vas?
- El Nuevo Timbiriche
- Buscando mi Destino

## Premios

### Premios TVyNovelas 2008
- Mejor Reality Show (Nominado)